# Biologia forense
La biologia forense s'ocupa de la recopilació, identificació i estudi d'éssers vius que poden funcionar com a evidència en matèries legals, especialment en casos que puguin arribar a un tribunal de justícia.
Exemples de la seva aplicació són la detecció de la comercialització d'espècies protegides (tant les evidents mascotes exòtiques com les espècies comercialitzades com aliment en llauna, o utilitzades en adobaments o en altres usos) quan s'identifiquen infestacions que poden portar a litigis, o quan s'identifiquen les espècies lligades amb una mort dubtosa, que puguin donar informació sobre el moment i lloc on s'han sacrificat.
El rol de la biologia en les ciències forenses és aportar informació útil a les investigacions legals i la criminalística, mitjançant l'estudi sistemàtic de les empremtes o indicis biològics deixats per l'autor d'un crim o la víctima, amb la finalitat de determinar-ne la relació amb el fet delictiu o la mort i donar suport tècnic i científic a la investigació.
L'entomologia forense avui és una pràctica acceptada, sent la seva aplicació més ressonant la determinació dels intervals post-mortem.